# Balint Orbán

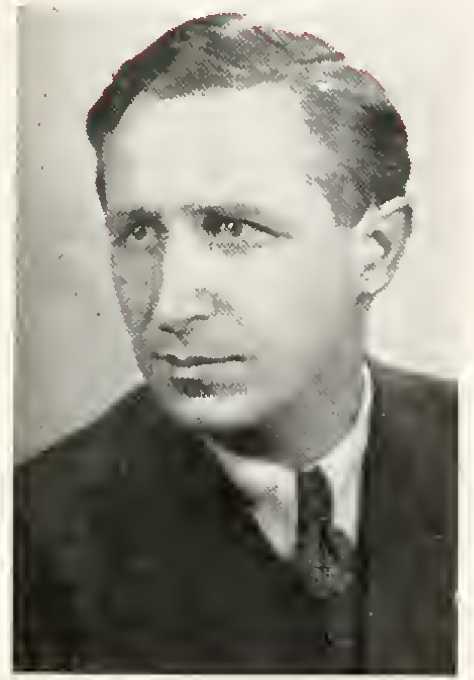
Balint Joseph Orbán, 1943, Loyola University Chicago

Bálint Joseph Orbán (* 24. März 1899 in Temesvár, Königreich Ungarn; † 1. Juni 1960 in Chicago, Illinois (USA)) war ein österreichisch-ungarischer Zahnarzt und Hochschullehrer. Er war einer der Vertreter der berühmten 1923 gegründeten „Wiener Schule“, die durch die Publikationen mikroskopischer Studien parodontaler Erkrankungen anhand von menschlichem Autopsiematerial weltweite Berühmtheit erlangte.

## Leben
Balints Vater war der Mathematiker und Ingenieur Ignaz Orbán, seine Mutter war Erzsébet (Elisabeth), geborene Busch. Sie hatten zwei Söhne, Tim und James. Balint hatte zwei Brüder, Laszlo und Niki. Orbán besuchte die Volksschule und das Gymnasium in Újvidék im Komitat Bács-Bodrog und studierte Medizin an der Semmelweis-Universität in Budapest, wo er am 22. Oktober 1921 zum Doktor der gesamten Heilkunde promovierte. Von 1920 bis 1921 arbeitete er als Demonstrator am Physiologischen Institut der Universität und von 1921 bis 1922 am Pharmakologischen Institut der Universität in Budapest. Er wechselte 1922 an das Zahnärztliche Institut der Universität Wien, wo er bis Juli 1926 – unter anderem auch an der Histologischen Abteilung unter Bernhard Gottlieb – tätig war. Im Jahre 1938 wurde an der Medizinischen Universität Wien das gesamte jüdische Universitätspersonal entlassen. Er wurde im Nationalsozialismus aus rassistischen Gründen verfolgt, seine Venia legendi wurde widerrufen und er von der Universität Wien vertrieben, ebenso wie die Zahnmediziner Rudolf Kronfeld (1901–1940), Bernhard Gottlieb (1885–1950), Joseph Peter Weinmann (1896–1960), Albin Oppenheim (1875–1945) und Harry Sicher (1889–1974). Sie waren Vertreter der berühmten, 1923 gegründeten, „Wiener Schule“, die durch die Publikationen mikroskopischer Studien parodontaler Erkrankungen anhand von menschlichem Autopsiematerial weltweite Berühmtheit erlangte. Ihre Namen sind vielen hierzulande nicht bekannt, erst in Amerika gelangten sie zu großem Ruhm und ihre wissenschaftlichen Tätigkeiten wurden hoch geschätzt und vielfach geehrt. Neben seiner wissenschaftlichen Tätigkeit betrieb er mit seinem zweiten Sohn James eine Zahnarztpraxis. Er verstarb 1960 in Chicago an einem Herzinfarkt. Er ist in Colorado Springs begraben.

## Wissenschaftliche Laufbahn
Er erhielt 1927 eine Professur für Zahnhistologie und -pathologie am Chicago College of Dental Surgery, wo er bis 1929 tätig war. Am 12. Dezember 1930 wurde er in Wien nostrifiziert. Vom 1. Januar 1931 bis 30. Dezember 1936 arbeitete er am Zahnärztlichen Institut der Universität Wien, ab 10. April 1935 als Professor für Zahnheilkunde.
Obwohl Orban Mitglied der katholischen Kirche gewesen sein mag, wurde seine Position an der Medizinischen Fakultät 1938 aufgrund der Rassengesetze „stillgelegt“. Orban war zu diesem Zeitpunkt nicht mehr in Wien. 1937 hatte er Verhandlungen mit dem Dekan der Northwestern University, Arthur Davenport Black (Sohn von Greene Vardiman Black), aufgenommen. Black besorgte Orban, seiner Frau und seinem Sohn ein Einreisevisum und arrangierte seine Einschreibung als Student an der Northwestern Dental School. Er reiste mit seiner Familie im Januar in die USA. Dabei nahm er sein gesamtes histologisches Material mit. Als die große „Säuberung“ der Universität Wien im März 1938 begann, befand sich Orban bereits seit dem 3. Januar 1938 in Chicago, obwohl er (noch) als Mitglied der Medizinischen Fakultät geführt wurde. Nach Abschluss seines Studiums übernahm er eine Stelle als a. o. Professor für Pathologie und Histologie an der Northwestern University. Zwei Jahre später, nach Rudolf Kronfelds Tod, bot ihm der Dekan William Hoffman Gardiner Logan (1872–1943) die Direktion der Forschungsstiftung an der Loyola University Chicago, College of Dental Surgery, an. Ab 1948 war er dort Hochschullehrer für Parodontologie. Daneben leitete er als Direktor die Colorado Dental Foundation in Colorado Springs.
Sein langjähriges Interesse galt dem Erhalt devitaler Zähne und der fokalen Infektion entgegenzuwirken. Daraus erwuchs im Jahr 1946 seine Herausgeberschaft einer neuen wissenschaftlichen Veröffentlichung, dem Journal of Endodontia. Obwohl die Zeitschrift nur drei Ausgaben überlebte, läutete ihre kurze Lebensdauer die Fachrichtung der Endodontie ein und bereitete den Boden für die 1943 gegründete endodontische Fachgesellschaft. Er arbeitete häufig mit Sicher und Weinmann über die Struktur, Funktion und Klassifizierung der Mundschleimhaut zusammen, die im ersten Band von „Oral Histology and Embryology“ dargelegt wurden und die Grundlage für die Nomenklatur der Gewebe bis heute bilden.

## Mitgliedschaften
- Zahnärztliche Gesellschaft in Wien
- Verein Österreichischer Zahnärzte
- Fédération Dentaire Internationale
- International Association for Dental Research (IADR)
- Denver Dental Society
- American Association of Endodontics
- American Association for the Advancement of Science
- korrespondierendes Mitglied des Vereins ungarischer Zahnärzte

## Ehrenmitgliedschaften
- American Dental Association
- Illinois Dental Society
- Chicago Dental Society
- Dental Forum of Milwaukee

## Ehrungen
- Balint Orban Memorial Program (Orban Competition), American Academy of Periodontology.[2]

## Veröffentlichungen (Auszug)
Orbán publizierte mehr als 170 wissenschaftliche Arbeiten:
- 1925: Dental Histology and Embryology.
- 1926 Nutrition and teeth. Federation Dentaire Internationale.Seventh international dental congress, Philadelphia, August 23–27. Transactions, pp. 257–268.
- 1926 Histology of the enamel lamellae and tufts. Federation Dentaire Internationale. Seventh international dental congress, Philadelphia, August 23–27.Transactions,pp.482–492.
- 1928: Dental histology and embryology. Chicago: Rogers Printing Co.
- 1929: Two years’ activity of the Research Department, Chicago College of Dental Surgery, Dental Department of Loyola University. Bur 29:83–88.
- mit B. Gottlieb 1931: Tissue changes in experi- mental traumatic occlusion with special reference to age and constitution. JDent Res 11:505–510.
- mit B. Gottlieb 1933: Zahnfleischentzündung und Zahnlockerung. Berlin: Berlinisch Verlagsanstalt.
- mit B. Gottlieb 1938: Biology and pathology of the tooth and its supporting mechanism. Moses Diamond, translator. New York: Macmillan.
- 1941: Biologic considerations in restorative dentistry. JAm DentAssoc 28:1069–1079.
- 1944: Oral histology and embryology. St. Louis.Mosby.
- mit H. Sicher 1945: The oral mucosa. JDent Educ 10:94-103. Discussion by I.Schour (1946) 11:163–164.
- mit F. M. Wentz, 1954: Operative dentistry and the supporting dental structures. IL Dent J 23: 717–721.
- 1956: Clinical Pathology Oral Mucous Membrane.
- mit H. Bhatia, J. A. Kollar, F. M. Wentz 1956: The epithelial attachment. lPeriodontol 27: 167–180.
- 1958: Periodontics: A concept-theory and practice. St.Louis: Mosby.